# Nikola Mektić
Nikola Mektić (nacido el 24 de diciembre de 1988) es un tenista profesional croata nacido en la ciudad de Zagreb.

## Carrera
El 6 de mayo de 2013, alcanzó su ranking en individuales más alto al lograr el puesto Nº 213, y el 17 de mayo de 2021 lo hizo en dobles logrando el puesto Nº 2.
Ha ganado 14 títulos ATP, además de 4 títulos de la categoría ATP Challenger Series, todos ellos en modalidad de dobles.

### Copa Davis
Desde el año 2011 es participante del Equipo de Copa Davis de Croacia. Tiene en esta competición un récord total de partidos ganados/perdidos de 1/0 (1/0 en individuales y 0/0 en dobles).

## Torneos de Grand Slam

### Dobles

#### Títulos (1)
| Año  | Campeonato | Pareja     | Oponentes en la final              | Resultado en final    |
| 2021 | Wimbledon  | Mate Pavić | Marcel Granollers Horacio Zeballos | 6-4, 7-6(4), 2-6, 7-5 |

#### Finalista (2)
| Año  | Campeonato         | Pareja         | Oponentes en la final     | Resultado en final               |
| 2020 | Abierto de EE. UU. | Wesley Koolhof | Mate Pavić Bruno Soares   | 5-7, 3-6                         |
| 2022 | Wimbledon          | Mate Pavić     | Matthew Ebden Max Purcell | 6-7(5), 7-6(3), 6-4, 4-6, 6-7(2) |

### Dobles mixto

#### Títulos (1)
| Año  | Torneo               | Pareja             | Oponentes en la final              | Resultado        |
| 2020 | Abierto de Australia | Barbora Krejčíková | Bethanie Mattek-Sands Jamie Murray | 5-7, 6-4, [10-1] |

#### Finalista (1)
| Año  | Campeonato         | Pareja          | Oponentes en la final              | Resultado en final |
| 2018 | Abierto de EE. UU. | Alicja Rosolska | Bethanie Mattek-Sands Jamie Murray | 6-2, 3-6, [9-11]   |

## Juegos olímpicos

### Dobles

#### Medalla de Oro
| Año  | Torneo     | Pareja     | Oponentes en la final  | Resultado        |
| 2021 | Tokio 2020 | Mate Pavić | Marin Čilić Ivan Dodig | 6-4, 3-6, [10-6] |

## Títulos ATP (32; 0+32)

### Dobles (32)
| Leyenda                   |
| Grand Slam (1)            |
| ATP World Tour Finals (1) |
| Juegos Olímpicos (1)      |
| ATP Masters 1000 (11)     |
| ATP World Tour 500 (4)    |
| ATP World Tour 250 (14)   |

| Nº  | Fecha                   | Torneo                | Superficie    | Pareja           | Oponentes en la final                | Resultado              |
| 1.  | 19 de febrero de 2017   | Memphis               | Dura (i)      | Brian Baker      | Ryan Harrison Steve Johnson          | 6-3, 6-4               |
| 2.  | 30 de abril de 2017     | Budapest              | Tierra batida | Brian Baker      | Juan Sebastián Cabal Robert Farah    | 7-6(2), 6-4            |
| 3.  | 14 de abril de 2018     | Marrakech             | Tierra batida | Alexander Peya   | Benoît Paire Édouard Roger-Vasselin  | 7-5, 3-6, [10-7]       |
| 4.  | 13 de mayo de 2018      | Madrid                | Tierra batida | Alexander Peya   | Bob Bryan Mike Bryan                 | 5-3, ret.              |
| 5.  | 10 de febrero de 2019   | Sofía                 | Dura (i)      | Jürgen Melzer    | Cheng-peng Hsieh Christopher Rungkat | 6-2, 4-6, [10-2]       |
| 6.  | 16 de marzo de 2019     | Indian Wells          | Dura          | Horacio Zeballos | Łukasz Kubot Marcelo Melo            | 4-6, 6-4, [10-3]       |
| 7.  | 21 de abril de 2019     | Montecarlo            | Tierra batida | Franko Škugor    | Robin Haase Wesley Koolhof           | 6-7(3), 7-6(3), [11-9] |
| 8.  | 22 de noviembre de 2020 | ATP World Tour Finals | Dura (i)      | Wesley Koolhof   | Jürgen Melzer Édouard Roger-Vasselin | 6-2, 3-6, [10-5]       |
| 9.  | 12 de enero de 2021     | Antalya               | Dura          | Mate Pavić       | Ivan Dodig Filip Polášek             | 6-2, 6-4               |
| 10. | 7 de febrero de 2021    | Melbourne II          | Dura          | Mate Pavić       | Jérémy Chardy Fabrice Martin         | 7-6(2), 6-3            |
| 11. | 7 de marzo de 2021      | Róterdam              | Dura (i)      | Mate Pavić       | Kevin Krawietz Horia Tecău           | 7-6(7), 6-2            |
| 12. | 3 de abril de 2021      | Miami                 | Dura          | Mate Pavić       | Daniel Evans Neal Skupski            | 6-4, 6-4               |
| 13. | 18 de abril de 2021     | Montecarlo            | Tierra batida | Mate Pavić       | Daniel Evans Neal Skupski            | 6-3, 4-6, [10-7]       |
| 14. | 16 de mayo de 2021      | Roma                  | Tierra batida | Mate Pavić       | Rajeev Ram Joe Salisbury             | 6-4, 7-6(4)            |
| 15. | 25 de junio de 2021     | Eastbourne            | Hierba        | Mate Pavić       | Rajeev Ram Joe Salisbury             | 6-4, 6-3               |
| 16. | 10 de julio de 2021     | Wimbledon             | Hierba        | Mate Pavić       | Marcel Granollers Horacio Zeballos   | 6-4, 7-6(4), 2-6, 7-5  |
| 17. | 30 de julio de 2021     | JJ.OO. Tokio 2020     | Dura          | Mate Pavić       | Marin Čilić Ivan Dodig               | 6-4, 3-6, [10-6]       |
| 18. | 15 de mayo de 2022      | Roma                  | Tierra batida | Mate Pavić       | John Isner Diego Schwartzman         | 6-2, 6-7(6), [12-10]   |
| 19. | 21 de mayo de 2022      | Ginebra               | Tierra batida | Mate Pavić       | Pablo Andújar Matwé Middelkoop       | 2-6, 6-2, [10-3]       |
| 20. | 19 de junio de 2022     | Queen's Club          | Hierba        | Mate Pavić       | Lloyd Glasspool Harri Heliövaara     | 3-6, 7-6(3), [10-6]    |
| 21. | 24 de junio de 2022     | Eastbourne            | Hierba        | Mate Pavić       | Matwé Middelkoop Luke Saville        | 6-4, 6-2               |
| 22. | 9 de octubre de 2022    | Astaná                | Dura (i)      | Mate Pavić       | Adrian Mannarino Fabrice Martin      | 6-4, 6-2               |
| 23. | 14 de enero de 2023     | Auckland              | Dura          | Mate Pavić       | Nathaniel Lammons Jackson Withrow    | 6-4, 6-7(5), [10-6]    |
| 24. | 18 de junio de 2023     | Stuttgart             | Hierba        | Mate Pavić       | Kevin Krawietz Tim Puetz             | 7-6(2), 6-3            |
| 25. | 30 de junio de 2023     | Eastbourne            | Hierba        | Mate Pavić       | Ivan Dodig Austin Krajicek           | 6-4, 6-2               |
| 26. | 13 de enero de 2024     | Auckland              | Dura          | Wesley Koolhof   | Marcel Granollers Horacio Zeballos   | 6-3, 6-7(5), [10-7]    |
| 27. | 18 de febrero de 2024   | Róterdam              | Dura (i)      | Wesley Koolhof   | Robin Haase Botic van de Zandschulp  | 6-3, 7-5               |
| 28. | 15 de marzo de 2024     | Indian Wells          | Dura          | Wesley Koolhof   | Marcel Granollers Horacio Zeballos   | 7-6(2), 7-6(4)         |
| 29. | 13 de octubre de 2024   | Shanghái              | Dura          | Wesley Koolhof   | Máximo González Andrés Molteni       | 6-4, 6-4               |
| 30. | 3 de noviembre de 2024  | París                 | Dura (i)      | Wesley Koolhof   | Lloyd Glasspool Adam Pavlásek        | 3-6, 6-3, [10-5]       |
| 31. | 11 de enero de 2025     | Auckland              | Dura          | Michael Venus    | Christian Harrison Rajeev Ram        | w/o                    |
| 32. | 17 de agosto de 2025    | Cincinnati            | Dura          | Rajeev Ram       | Lorenzo Musetti Lorenzo Sonego       | 4-6, 6-3, [10-5]       |

#### Finalista (19)
| Nº  | Fecha                    | Torneo                | Superficie    | Pareja          | Oponentes en la final                | Resultado                        |
| 1.  | 23 de julio de 2016      | Umag                  | Tierra batida | Antonio Šančić  | Martin Kližan David Marrero          | 4-6, 2-6                         |
| 2.  | 1 de octubre de 2017     | Shenzhen              | Dura          | Nicholas Monroe | Alexander Peya Rajeev Ram            | 3-6, 2-6                         |
| 3.  | 11 de febrero de 2018    | Sofía                 | Dura (i)      | Alexander Peya  | Robin Haase Matwé Middelkoop         | 7-5, 4-6, [4-10]                 |
| 4.  | 24 de febrero de 2018    | Río de Janeiro        | Tierra batida | Alexander Peya  | David Marrero Fernando Verdasco      | 7-5, 5-7, [8-10]                 |
| 5.  | 6 de mayo de 2018        | Múnich                | Tierra batida | Alexander Peya  | Ivan Dodig Rajeev Ram                | 3-6, 5-7                         |
| 6.  | 6 de octubre de 2019     | Tokio                 | Dura          | Franko Škugor   | Nicolas Mahut Édouard Roger-Vasselin | 6-7(7), 4-6                      |
| 7.  | 23 de febrero de 2020    | Marsella              | Dura (i)      | Wesley Koolhof  | Nicolas Mahut Vasek Pospisil         | 3-6, 4-6                         |
| 8.  | 10 de septiembre de 2020 | Abierto de EE.UU.     | Dura          | Wesley Koolhof  | Mate Pavić Bruno Soares              | 5-7, 3-6                         |
| 9.  | 20 de marzo de 2021      | Dubái                 | Dura          | Mate Pavić      | Juan Sebastián Cabal Robert Farah    | 6-7(0), 6-7(4)                   |
| 10. | 9 de mayo de 2021        | Madrid                | Tierra batida | Mate Pavić      | Marcel Granollers Horacio Zeballos   | 6-1, 3-6, [8-10]                 |
| 11. | 15 de agosto de 2021     | Toronto               | Dura          | Mate Pavić      | Rajeev Ram Joe Salisbury             | 3-6, 6-4, [3-10]                 |
| 12. | 26 de febrero de 2022    | Dubái                 | Dura          | Mate Pavić      | Tim Puetz Michael Venus              | 3-6, 7-6(5), [14-16]             |
| 13. | 23 de abril de 2022      | Belgrado              | Tierra batida | Mate Pavić      | Ariel Behar Gonzalo Escobar          | 2-6, 6-3, [7-10]                 |
| 14. | 9 de julio de 2022       | Wimbledon             | Hierba        | Mate Pavić      | Matthew Ebden Max Purcell            | 6-7(5), 7-6(3), 6-4, 4-6, 6-7(2) |
| 15. | 20 de noviembre de 2022  | ATP World Tour Finals | Dura (i)      | Mate Pavić      | Rajeev Ram Joe Salisbury             | 6-7(4), 4-6                      |
| 16. | 11 de noviembre de 2023  | Sofía                 | Dura (i)      | Julian Cash     | Gonzalo Escobar Aleksandr Nedovyesov | 3-6, 6-3, [11-13]                |
| 17. | 15 de junio de 2024      | 's-Hertogenbosch      | Hierba        | Wesley Koolhof  | Nathaniel Lammons Jackson Withrow    | 6-7(5), 6-7(3)                   |
| 18. | 27 de octubre de 2024    | Basilea               | Dura (i)      | Wesley Koolhof  | Jamie Murray John Peers              | 3-6, 5-7                         |
| 19. | 22 de junio de 2025      | Queen's Club          | Hierba        | Michael Venus   | Julian Cash Lloyd Glasspool          | 3-6, 7-6(5), [6-10]              |

## Challenger Tour

### Dobles
| N.º | Fecha      | Torneo                   | Superficie    | Pareja         | Rival                                | Resultado        |
| --- | ---------- | ------------------------ | ------------- | -------------- | ------------------------------------ | ---------------- |
| 1.  | 26.10.2010 | Challenger de Liubliana  | Tierra batida | Ivan Zovko     | Alessio di Mauro Simone Vagnozzi     | 6–3, 6–2         |
| 2.  | 08.07.2012 | Challenger de Arad       | Tierra batida | Antonio Veic   | Marin Draganja Dino Marcan           | 3–6, 6–0, [10–3] |
| 3.  | 04.11.2012 | Challenger de Montevideo | Tierra batida | Antonio Veic   | Blaž Kavčič Franco Škugor            | 6–3, 5–7, [10–7] |
| 4.  | 14.09.2013 | Challenger de Banja Luka | Tierra batida | Marin Draganja | Dominik Meffert Oleksandr Nedovyesov | 6–4, 3–6, [10–6] |